# Tewfik Bendaoud
Pour les articles homonymes, voir Bendaoud (homonymie).
Tewfik Bendaoud est un photographe algérien.

## Biographie
Il a parcouru, durant ces dix dernières années plusieurs milliers de kilomètres à travers l’Algérie et le Monde Arabe, où il a réalisé plus de 10 000 prises de vues. Il a vécu parmi ces populations afin d'en apprendre les sources culturelles et traditionnelles aussi diverses les unes des autres, afin aussi de mieux les comprendre, mais surtout pour transmettre tout ce qu’il lui a été offert.
Il est le créateur du site Algérie-Guide.com qui propose une base de données de quelque 3 000 photos. Ainsi, après le lancement du site en 2001, l’année suivante, il édite un guide touristique sur l’Algérie intitulé « Algérie : Héritages et découvertes ».
C’est ainsi qu’en 2005, Tewfik édite un livre intitulé Algérie, Visages et Paysages réédité en 2010(304 pages).
Puis en 2009, encouragé par son succès,[réf. nécessaire] il publie l'ouvrage « Monde arabe, culture(s) et civilisation(s) ». Ce livre retrace deux ans de périple par route à travers le Monde arabe, empruntant les pistes caravanières qui relient le Maghreb à l’Afrique noire et l'océan Atlantique à l'océan Indien.
En 2011 et 2012, il publie les ouvrages sur Tlemcen « Tlemcen, Ville d Art et d Histoire » et « Tlemcen, Anthologie d'une cité capitale » (224 pages).
En 2014, il publie un beau livre « Algérie, Héritages et découvertes » (304 pages).
En 2016, dans le cadre de Constantine capitale de la culture Arabe 2015, il publie « Constantine, Cité de l'Air et des passions », (192 pages) ainsi qu'une version en arabe.
Tout ce travail abouti également sur différentes expositions et notamment :
- Centre Culturel Algérien de Paris (2003)[3] ;
- à la Mairie de Paris (2003) ;
- UNESCO Paris (2004)[4] ;
- Conseil de la Nation Alger (2005).